# Aberto de Brasília
L'Aberto de Brasília è stato un torneo professionistico di tennis giocato sul cemento, che faceva parte dell'ATP Challenger Tour e dell'ITF Women's Circuit. Si giocava a  Brasilia in Brasile; le prime due edizioni del 2009 e 2010 furono riservate agli uomini e, dopo un anno di interruzione, l'ultima edizione del 2012 fu disputata dalle donne.

## Albo d'oro

### Singolare maschile
| Anno | Campione      | Finalista          | Punteggio   |
| ---- | ------------- | ------------------ | ----------- |
| 2010 | Tatsuma Itō   | Izak van der Merwe | 6–4, 6–4    |
| 2009 | Ricardo Mello | Juan Ignacio Chela | 7–6(2), 6–4 |

### Doppio maschile
| Anno | Campioni                           | Finalisti                   | Punteggio   |
| ---- | ---------------------------------- | --------------------------- | ----------- |
| 2010 | Franco Ferreiro André Sá           | Ricardo Mello Caio Zampieri | 7–6(5), 6–3 |
| 2009 | Marcelo Demoliner Rodrigo Guidolin | Ricardo Mello Caio Zampieri | 6–4, 6–2    |

### Singolare femminile
| Anno | Campionessa  | Finalista             | Punteggio |
| ---- | ------------ | --------------------- | --------- |
| 2012 | Gabriela Paz | Andrea Koch-Benvenuto | 6–3, 6–3  |

### Doppio femminile
| Anno | Campionesse                               | Finaliste                        | Punteggio |
| ---- | ----------------------------------------- | -------------------------------- | --------- |
| 2012 | María Fernanda Álvarez Terán Gabriela Paz | Alizé Lim Aleksandrina Najdenova | 6–2, 6–4  |